# 富爾格勒山
47°02′25″N 10°30′43″E / 47.04028°N 10.51194°E

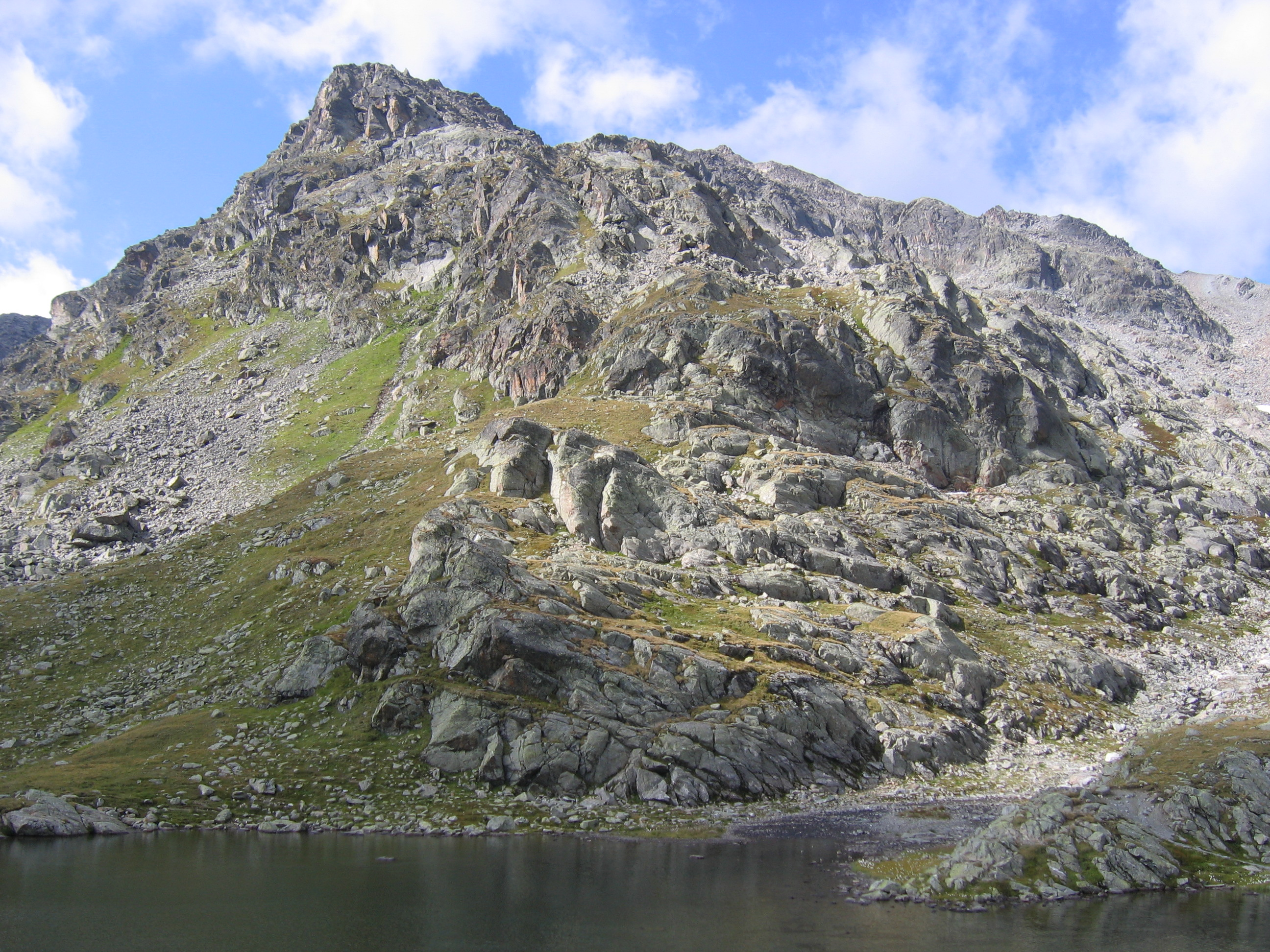

富爾格勒山（德語：Furgler），是奧地利的山峰，位於該國西南部，由蒂羅爾州負責管轄，屬於薩姆瑙恩阿爾卑斯山脈的一部分，海拔高度3,004米，每年平均降雨量1,357毫米。